# Dorfkirche Kölsa (Falkenberg/Elster)

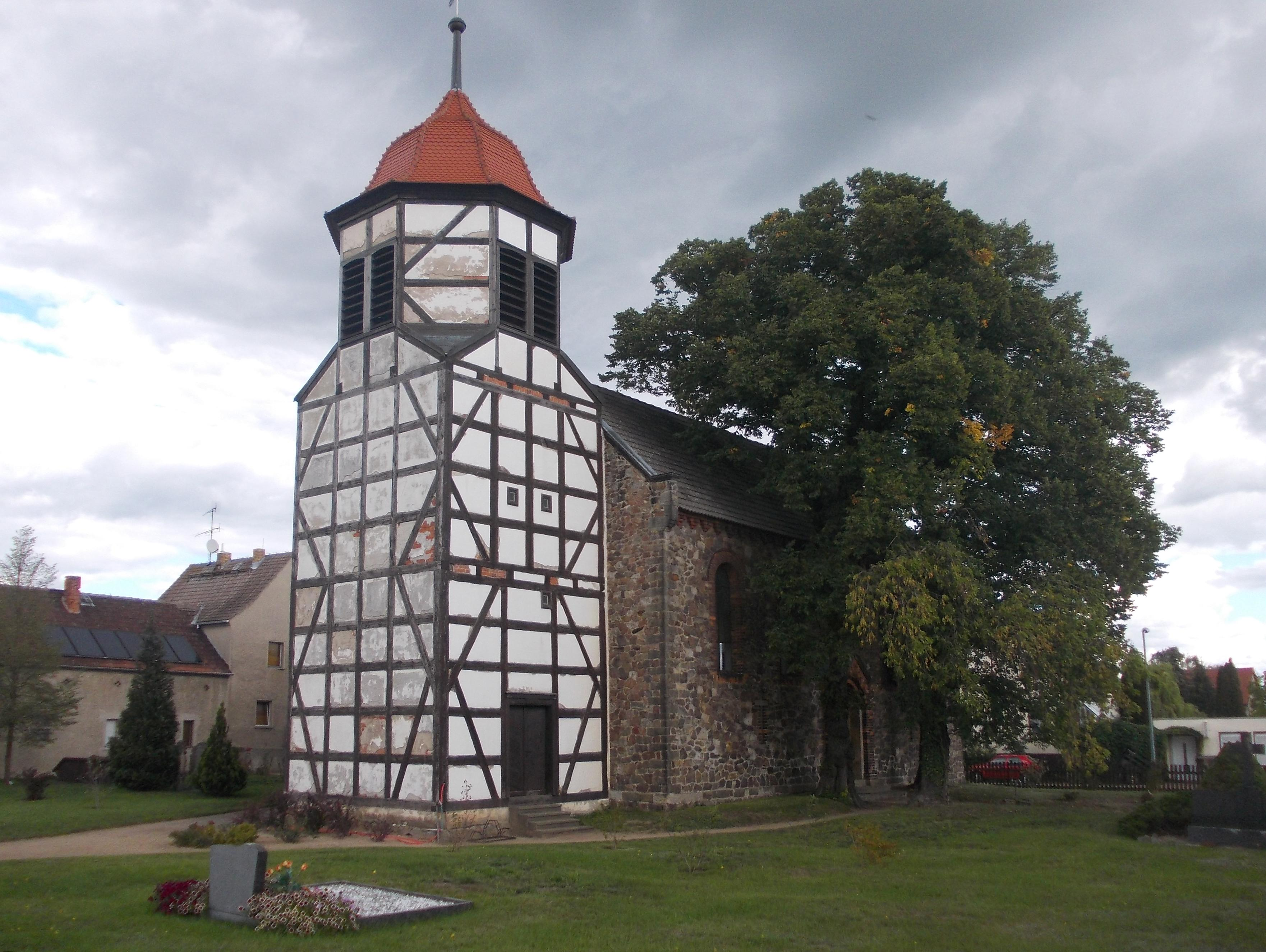
Dorfkirche Kölsa

Die evangelisch-lutherische Dorfkirche Kölsa ist ein denkmalgeschütztes Kirchengebäude in Kölsa, einem Ortsteil der Stadt Falkenberg/Elster im südbrandenburgischen Landkreis Elbe-Elster.
Hier ist das in seiner heutigen Form in der Mitte des 19. Jahrhunderts entstandene Bauwerk mit einem Friedhof in der Ortsmitte zu finden. Es wird baulich dem Rundbogenstil der Berliner Schule zugeordnet. Ein bemerkenswertes Ausstattungsstück der Kirche ist eine zur Taufe umgearbeitete mittelalterliche Glocke.

## Baubeschreibung und -geschichte

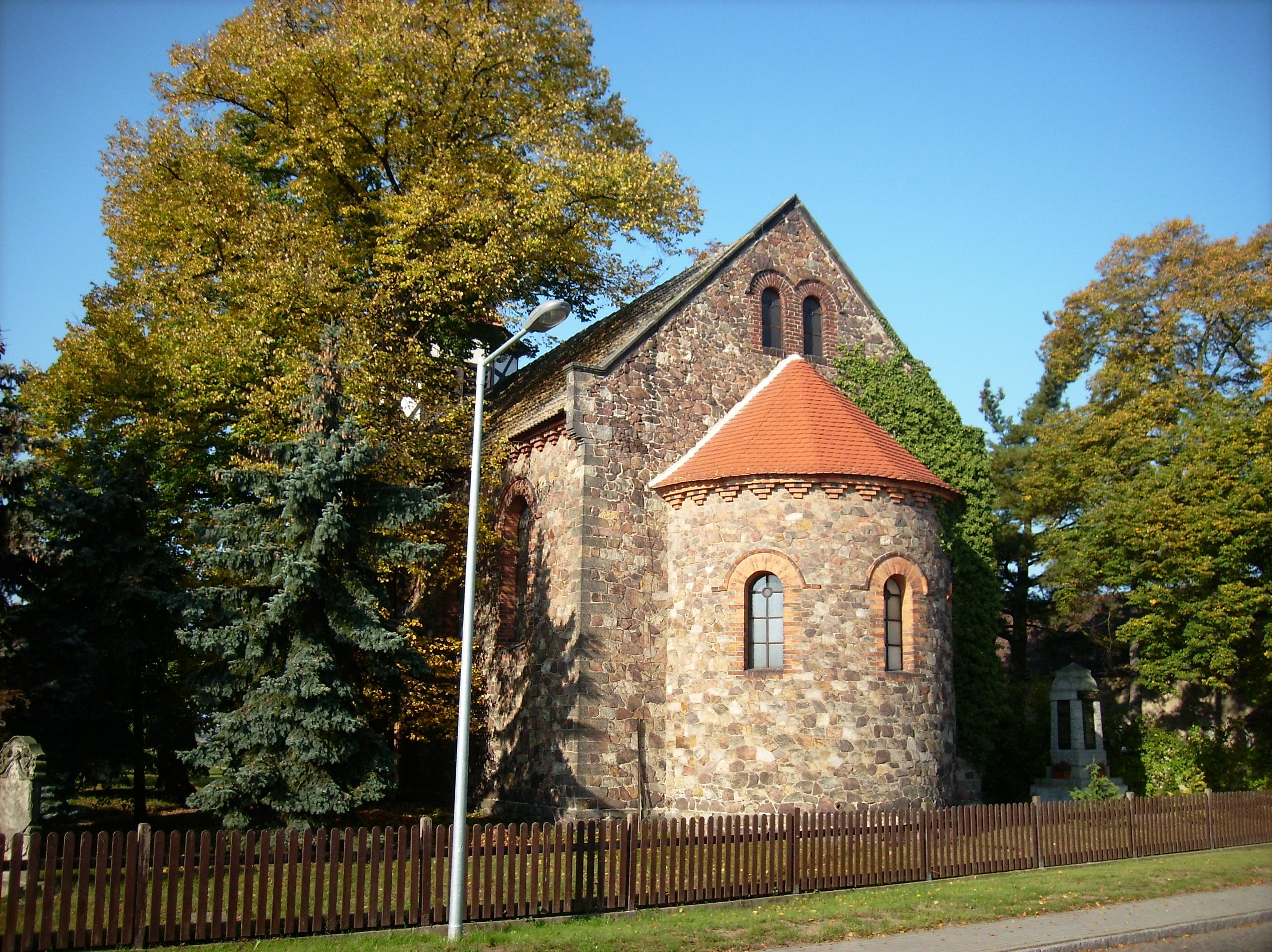
Der als Apsis errichtete Chorraum der Kirche an der Ostseite

Für das im Jahre 1251 urkundlich erstmals erwähnte Dorf Kölsa gibt es bereits aus dem Mittelalter erste urkundliche Belege für das Bestehen einer örtlichen Kirche, welche dem Heiligen Nikolaus geweiht war.
Der heute vorhandene mit gespaltenen Feldsteinen verblendete Sakralbau stammt inschriftlich zum größten Teil aus dem Jahre 1855, wobei im Westen des Kirchenschiffs ein aus Fachwerk bestehender quadratischer Kirchturm zu finden ist, dessen Entstehung in die Mitte des 18. Jahrhunderts datiert wird und welcher vermutlich ursprünglich noch vom Vorgängerbau der Kirche stammt. Oberhalb des eigentlichen Kirchendachs geht dieser in eine oktogonale Form über und ist schließlich mit einer Schweifhaube versehen. Im Osten des mit einem Satteldach versehenen Schiffs ist eine halbrunde Apsis zu finden.
Vom Baustil her wird die Kirche dem Rundbogenstil der Berliner Schule zugeordnet. Das Innere der Kirche ist flachgedeckt und von einer mit einer kassettierten Brüstung versehenen Hufeisenempore geprägt. Den Übergang vom Kirchenschiff zum Chor bildet ein Triumphbogen.
Die Kirche ist eine Filialkirche der Kirche in Rehfeld, welche im Laufe der Zeit auch immer wieder von Kölsaer Einwohnern finanziell unterstützt wurde. Kölsa gehört gegenwärtig zur Kirchengemeinde Rehfeld im Kirchenkreis Bad Liebenwerda der Evangelischen Kirche in Mitteldeutschland, der neben Rehfeld und Kölsa auch Züllsdorf, Beyern, Fermerswalde und Löhsten angehören.

## Ausstattung (Auswahl)

### Sakrale Ausstattungsstücke
Ein sakrales Ausstattungsstück der Kirche ist unter anderen eine Taufe, die aus einer mittelalterlichen Glocke aus dem Jahre 1475 besteht. Dabei dient die Glocke als Fuß. Auf dem Teil der Glocke, an dem sie normalerweise aufgehängt wird, der sogenannten Krone, befindet sich die Taufschale. Die zinnerne Taufschale selbst ist mit der Inschrift „Der Kirche von Kölsa 1696“ versehen.
Im Chorraum der Kirche ist ein gusseisernes Altarkruzifix aus dem 19. Jahrhundert zu finden. Ein weiteres Ausstattungsstück in der Kirche ist eine historische Ampulla aus Zinn mit der Inschrift Die Kirche KOLSAV 1707.

### Orgel
Auf der Empore im Westen des Bauwerks ist eine Orgel mit neugotischem Prospekt zu finden. Geschaffen wurde sie im Jahre 1917 vom Bad Liebenwerdaer Orgelbaumeister Arno Voigt (opus 38). Die Orgel ist mit zwei Manualen versehen, hat neun Register und besitzt eine pneumatische Schleiflade.

### Glocken
In der Kölsaer Kirche sind insgesamt drei Glocken zu finden, welche sich alle auf der Denkmalliste des Landes Brandenburg befinden. Neben der bronzenen Glocke aus dem Jahre 1475, die zum Taufstein umgearbeitet wurde, ist das noch eine Glocke aus Bronze, deren Entstehungszeit in das 13. Jahrhundert datiert wird. Die dritte Glocke besteht ebenfalls aus Bronze. Diese wurde im Jahre 1506 vom Glockengießer Peter Zendeler geschaffen.

## Mahnen und Gedenken
Die Kirche ist von einem Friedhof umgeben. An der Außenseite des Bauwerks sind mehrere Inschriftengrabsteine zu sehen. Zwei Grabsteine an der Nordseite stammen aus den Jahren 1719 und 1749. Ein Doppelgrabstein an der Südseite wird in die Mitte des 18. Jahrhunderts datiert.
Außerdem gibt es ein Gefallenendenkmal, das an die im Ersten Weltkrieg und Zweiten Weltkrieg gefallenen Dorfbewohner der Gemeinde Kölsa erinnert. Auf einem zweistufigen Sockel befindet sich eine Stele, in deren vier Seiten Namenstafeln eingelassen sind.

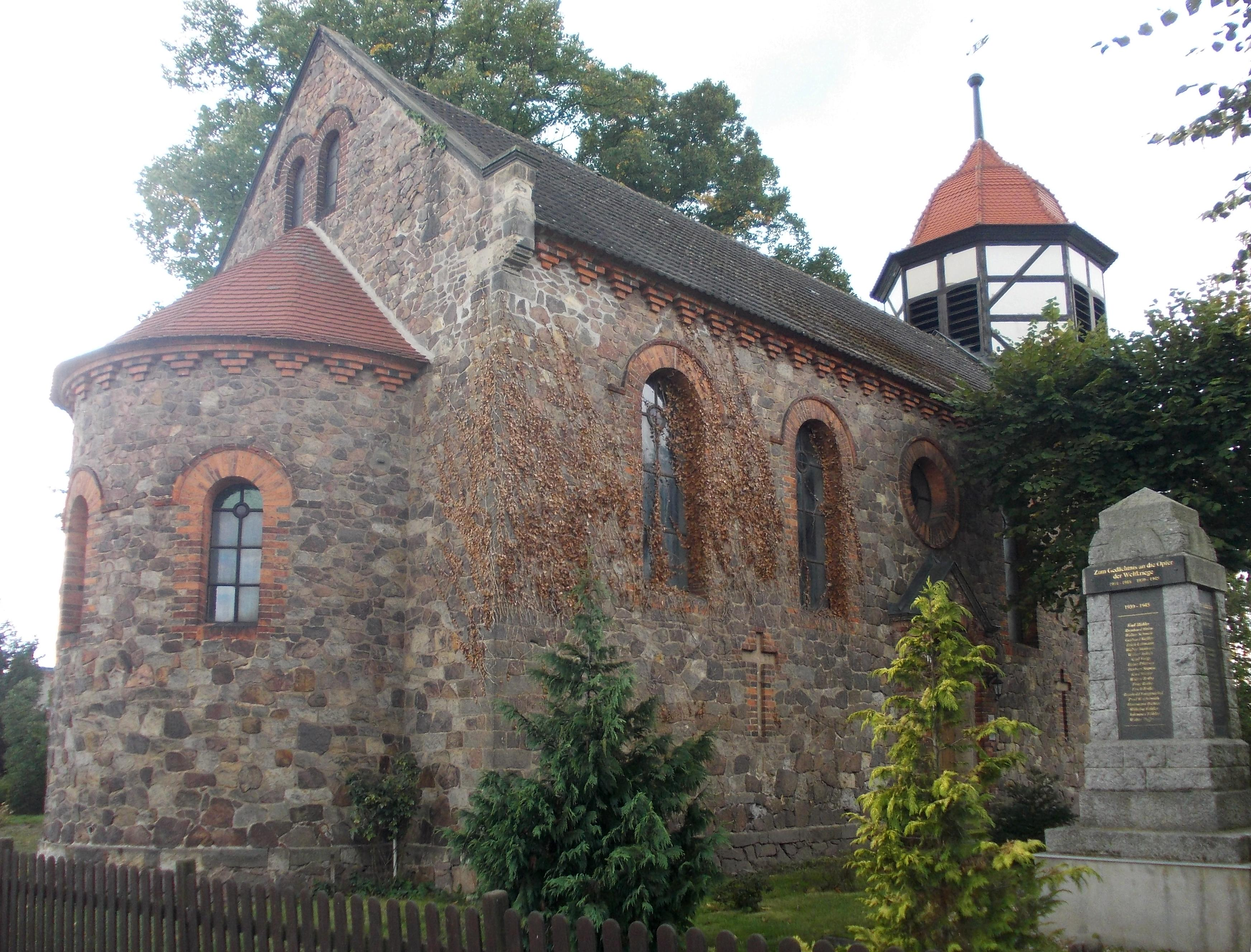
Nordöstliche Ansicht mit Gefallenendenkmal
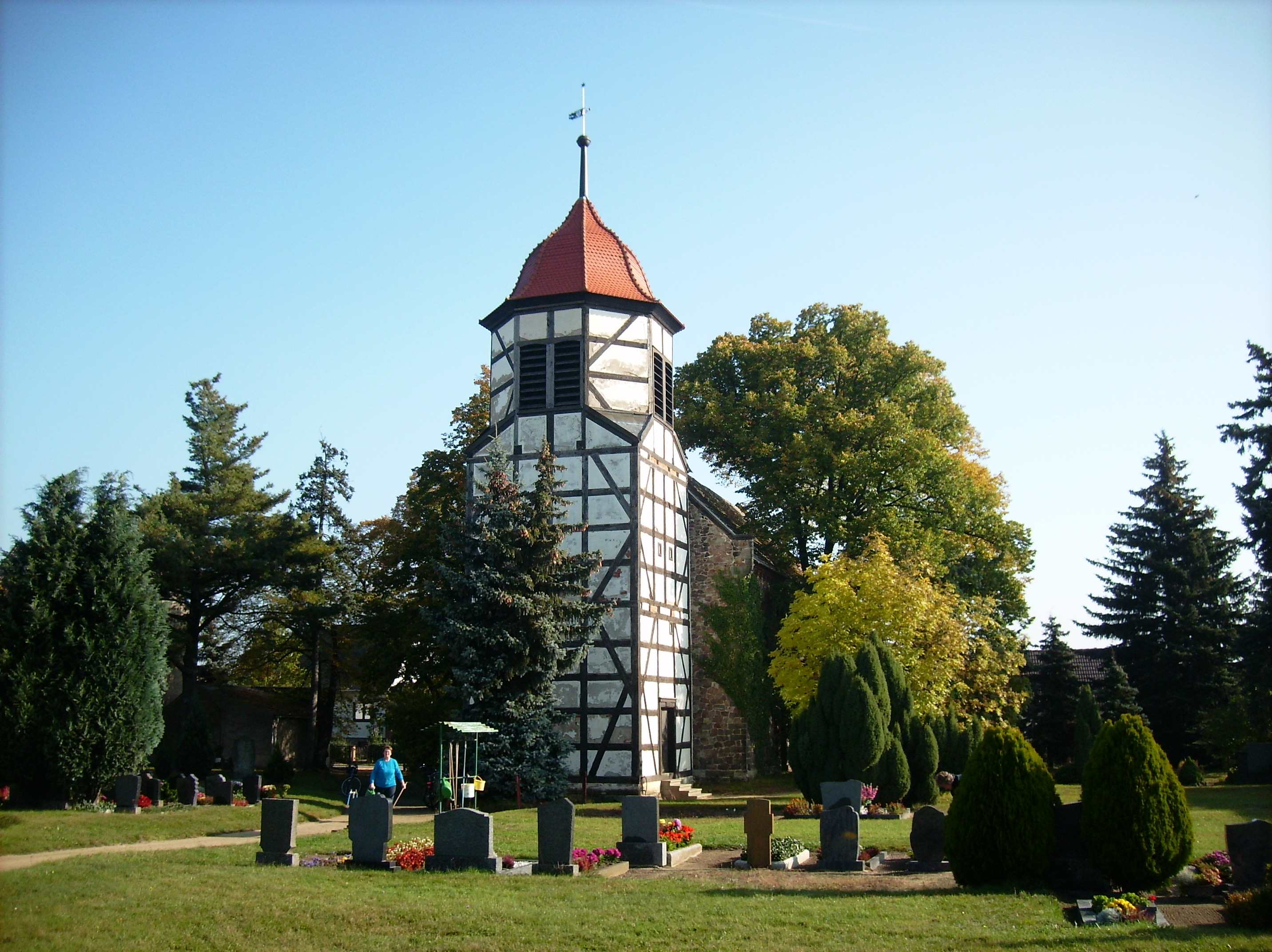
Westliche Ansicht mit Friedhof
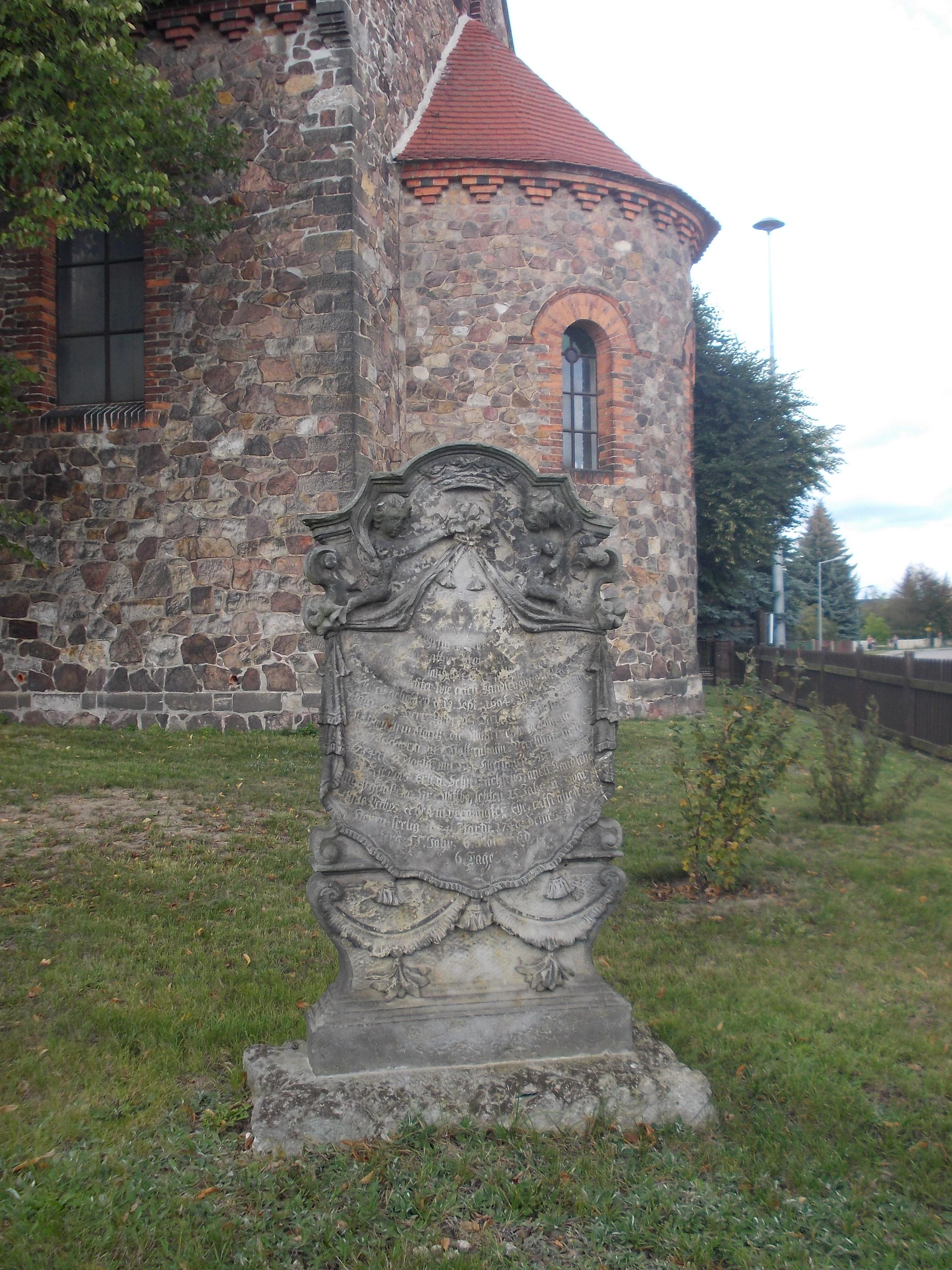
Historischer Grabstein auf dem Friedhof

## Sage

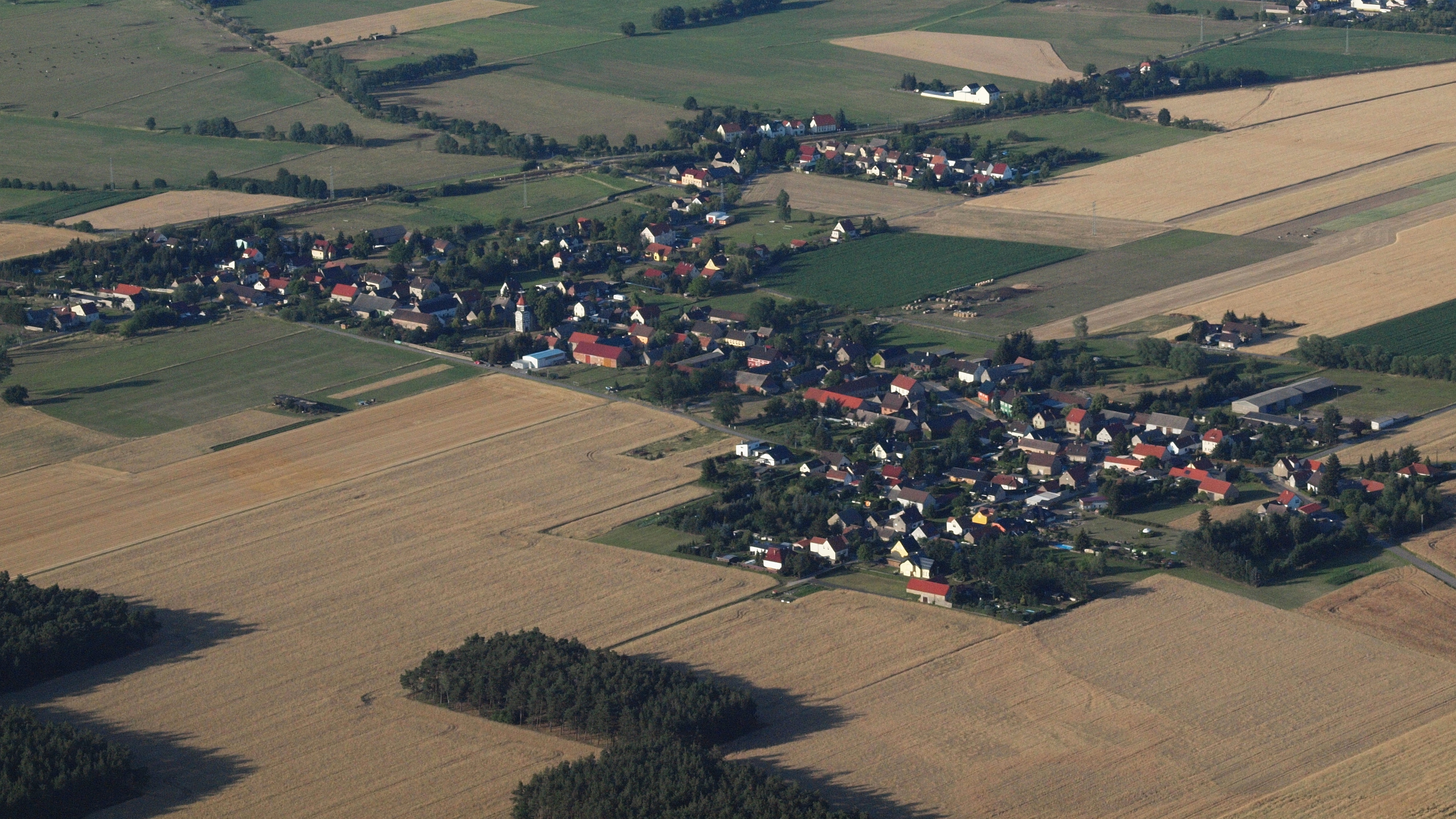
Kölsa aus der Luft gesehen (2015)

In Kölsa gibt es eine Sage zum Bau der ersten Kirche im Ort. Der Überlieferung nach soll die Kirche einst der Einsiedler Nikolaus von Udell aus Dankbarkeit gegenüber den Kölsaer Einwohnern gestiftet haben, weil sie ihn während einer schweren Krankheit gepflegt hatten. Neben der Kirche schenkte er den Kölsaern außerdem den Wald.
Auch der jährliche Weihnachtsmarkt des Ortes wird auf Nikolaus von Udell zurückgeführt. Bereits das Amt Liebenwerda, wozu das Dorf einst gehörte, berechtigte den Ort urkundlich im Jahre 1670 die sogenannte Niklauskirmes auszurichten, die alljährlich am 6. und 7. Dezember begangen wurde.